# Pacific Junior Hockey League
Pacific Junior Hockey League (PJHL), tidigare Pacific International Junior Hockey League (PIJHL), är en juniorishockeyliga som är baserat i den kanadensiska provinsen British Columbias region Lower Mainland och är för manliga ishockeyspelare som är mellan 15 och 20 år. Ligan är sanktionerad av det nationella ishockeyförbundet Hockey Canada och det regionala ishockeyförbundet BC Hockey.
Ligan grundades 1965 som West Coast Junior Hockey League (WCJHL), det tog dock ett år innan matcher började spelas. På mitten av 1970-talet började man expandera och även inkludera ishockeylag från grannlandet USA och dess delstat Washington. 1992 bytte man namn till Pacific International Junior Hockey League (PIJHL) medan 2012 valde man justera liganamnet till det nuvarande.

## Lagen

### Nuvarande
De lag som spelar i PJHL för säsongen 2018–2019.
| Harold Brittain Conference - Abbotsford Pilots - Aldergrove Kodiaks - Langley Trappers - Mission City Outlaws - Ridge Meadows Flames - Surrey Knights | Tom Shaw Conference - Delta Ice Hawks - Grandview Steelers - North Vancouver Wolf Pack - Port Moody Panthers - Richmond Sockeyes - White Rock Whalers |

### Tidigare
De lag som har tidigare spelat i ligan.
| - Abbotsford Flyers - Bellingham Blazers - Burnaby Blazers - Burnaby Bluehawks - Burnaby Rams - Chilliwack Jets - Coquitlam Chiefs - Coquitlam Comets - Coquitlam Warriors - Cloverdale Cowboys - Delta Saints | - Delta Sungods - Hastings Express - Hope Icebreakers - Kerrisdale Centennials - Ladner Rebels - Langley Knights - Maple Ridge Monarchs - Mission Icebreakers - Mission Pilots - Newton Rangers | - New Westminster Royals - Nor'Wes Caps - North Delta Devils - North Delta Flyers - North Shore Junior Canadians - North Shore Griffins - North Shore Winter Club Flames - Northwest Americans - Point Grey Blades - Port Coquitlam Buckeroos | - Portland Junior Buckeroos - Queen's Park Pirates - Richmond Juniors - Richmond Junior Islanders - Richmond Junior Rebels - Ridge Meadows Flames - Riley Park Rangers - Seattle Totems - Seafair Seahorses - Seafair Islanders | - Squamish Eagles - Squamish Wolf Pack - Surrey Stampeders - Surrey Saints - UBC Thunderbirds - Vancouver Hornets - Vancouver Junior Canucks - Washington Totems - White Rock Rangers - White Rock Whalers |

## Mästare

### PJHL
Samtliga lag som har vunnit PJHL:s slutspel. Det lag som gör det avancerar till Cyclone Taylor Cup för att spela en miniturnering med vinnarna av Kootenay International Junior Hockey League (KIJHL) och Vancouver Island Junior Hockey League (VIJHL). Sedan 2004 spelar även ett värdlag i miniturneringen och där den är medlem i en av de nämnda ligorna. Den som vinner den trofén får spela Keystone Cup som spelas mellan vinnare av tolv juniorishockeyligor i Alberta, British Columbia, Manitoba, Ontario (nordvästra) och Saskatchewan.
| - 1966–1967: Richmond Juniors - 1967–1968: Grandview Steelers - 1968–1969: Nor Wes Caps - 1969–1970: Chilliwack Jets - 1970–1971: Nor Wes Caps - 1971–1972: Nor Wes Caps - 1972–1973: Nor Wes Caps - 1973–1974: Point Grey Blades - 1974–1975: Burnaby Blazers - 1975–1976: Northwest Americans - 1976–1977: Richmond Rebels - 1977–1978: Richmond Rebels - 1978–1979: Burnaby Blazers | - 1979–1980: Northwest Americans - 1980–1981: Northwest Americans - 1981–1982: Northwest Americans - 1982–1983: North Shore Flames - 1983–1984: North Shore Flames - 1984–1985: North Shore Flames - 1985–1986: Northwest Americans - 1986–1987: Burnaby Bluehawks - 1987–1988: White Rock Whalers - 1988–1989: Abbotsford Pilots - 1989–1990: Burnaby Bluehawks - 1990–1991: Coquitlam Warriors - 1991–1992: Richmond Sockeyes | - 1992–1993: Coquitlam Warriors - 1993–1994: Grandview Steelers - 1994–1995: Port Coquitlam Buckeroos - 1995–1996: Ridge Meadows Flames - 1996–1997: Port Coquitlam Buckeroos - 1997–1998: Ridge Meadows Flames - 1998–1999: Abbotsford Pilots - 1999–2000: Abbotsford Pilots - 2000–2001: Delta Ice Hawks - 2001–2002: Abbotsford Pilots - 2002–2003: Richmond Sockeyes - 2003–2004: Richmond Sockeyes - 2004–2005: Abbotsford Pilots | - 2005–2006: Delta Ice Hawks - 2006–2007: Abbotsford Pilots - 2007–2008: Grandview Steelers - 2008–2009: Richmond Sockeyes - 2009–2010: Aldergrove Kodiaks - 2010–2011: Richmond Sockeyes - 2011–2012: Delta Ice Hawks - 2012–2013: Richmond Sockeyes - 2013–2014: Aldergrove Kodiaks - 2014–2015: North Vancouver Wolf Pack - 2015–2016: Mission City Outlaws - 2016–2017: Aldergrove Kodiaks - 2017–2018: Delta Ice Hawks |

### Cyclone Taylor Cup
Samtliga lag som har vunnit Cyclone Taylor Cup.:
| - 1971–1972: Nor Wes Caps - 1972–1973: Nor Wes Caps - 1980–1981: Northwest Americans - 1982–1983: North Shore Flames - 1987–1988: White Rock Whalers | - 1989–1990: Burnaby Bluehawks - 1991–1992: Richmond Sockeyes - 1992–1993: Coquitlam Warriors - 1993–1994: Grandview Steelers - 1995–1996: Ridge Meadows Flames | - 1997–1998: Ridge Meadows Flames - 1999–2000: Abbotsford Pilots - 2002–2003: Richmond Sockeyes - 2003–2004: Richmond Sockeyes - 2005–2006: Delta Ice Hawks | - 2007–2008: Grandview Steelers - 2008–2009: Richmond Sockeyes (värdlag) - 2011–2012: Abbotsford Pilots (värdlag) - 2012–2013: Richmond Sockeyes - 2017–2018: Richmond Sockeyes (värdlag) |

### Keystone Cup
Samtliga lag som har vunnit Keystone Cup:
| - 1997–1998: Ridge Meadows Flames - 2008–2009: Richmond Sockeyes | - 2011–2012: Abbotsford Pilots - 2012–2013: Richmond Sockeyes |

## Spelare

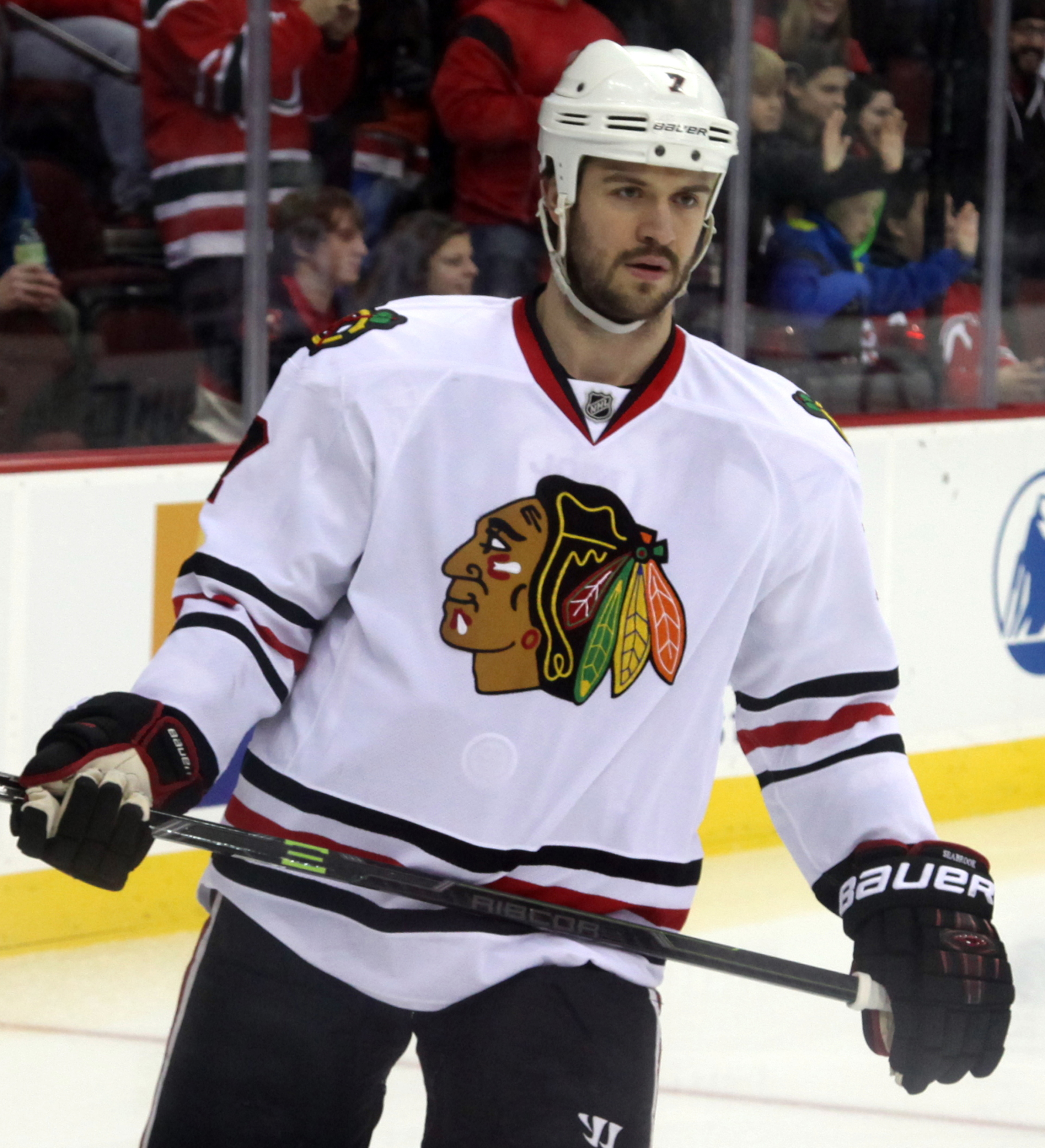
Brent Seabrook.

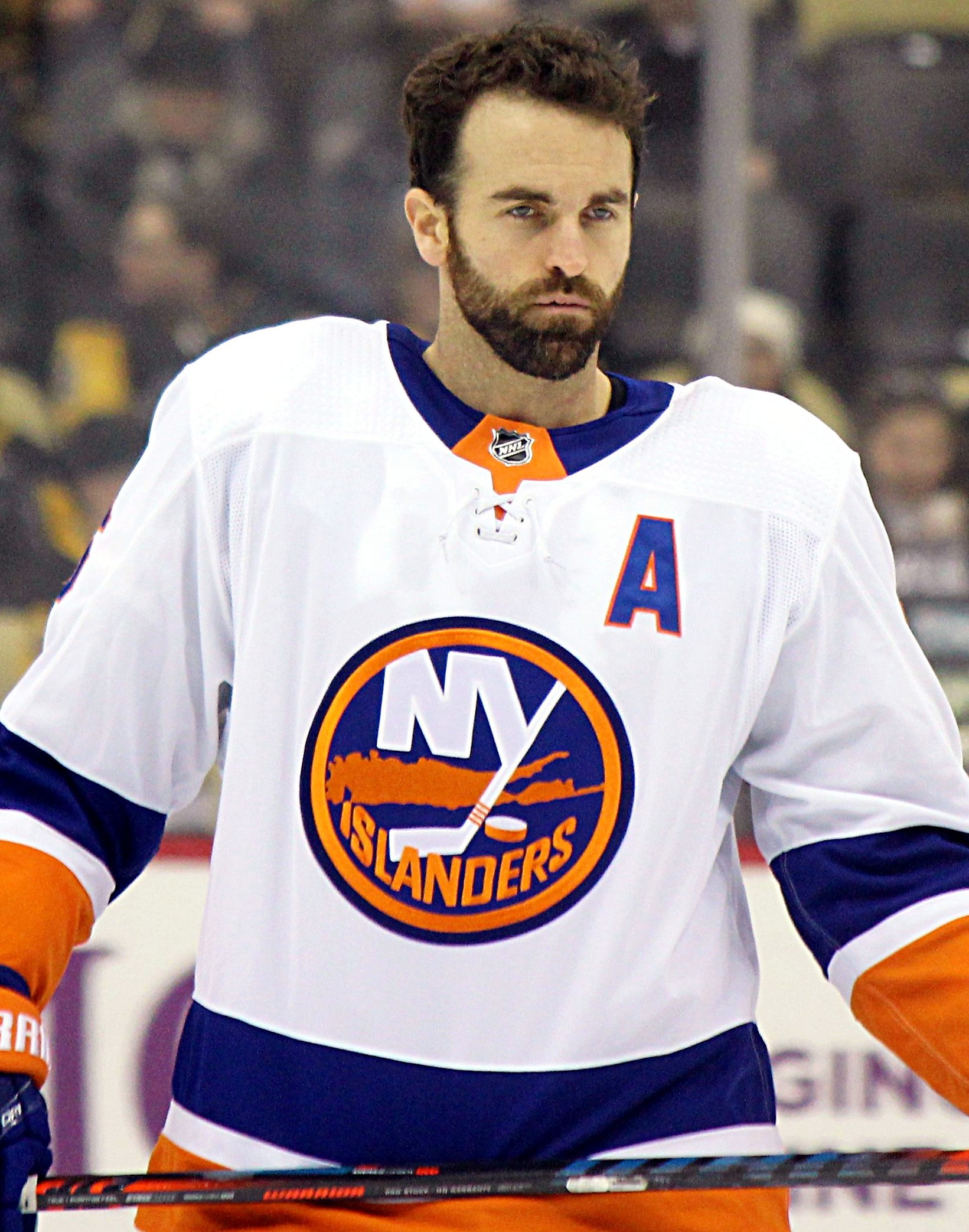
Andrew Ladd.

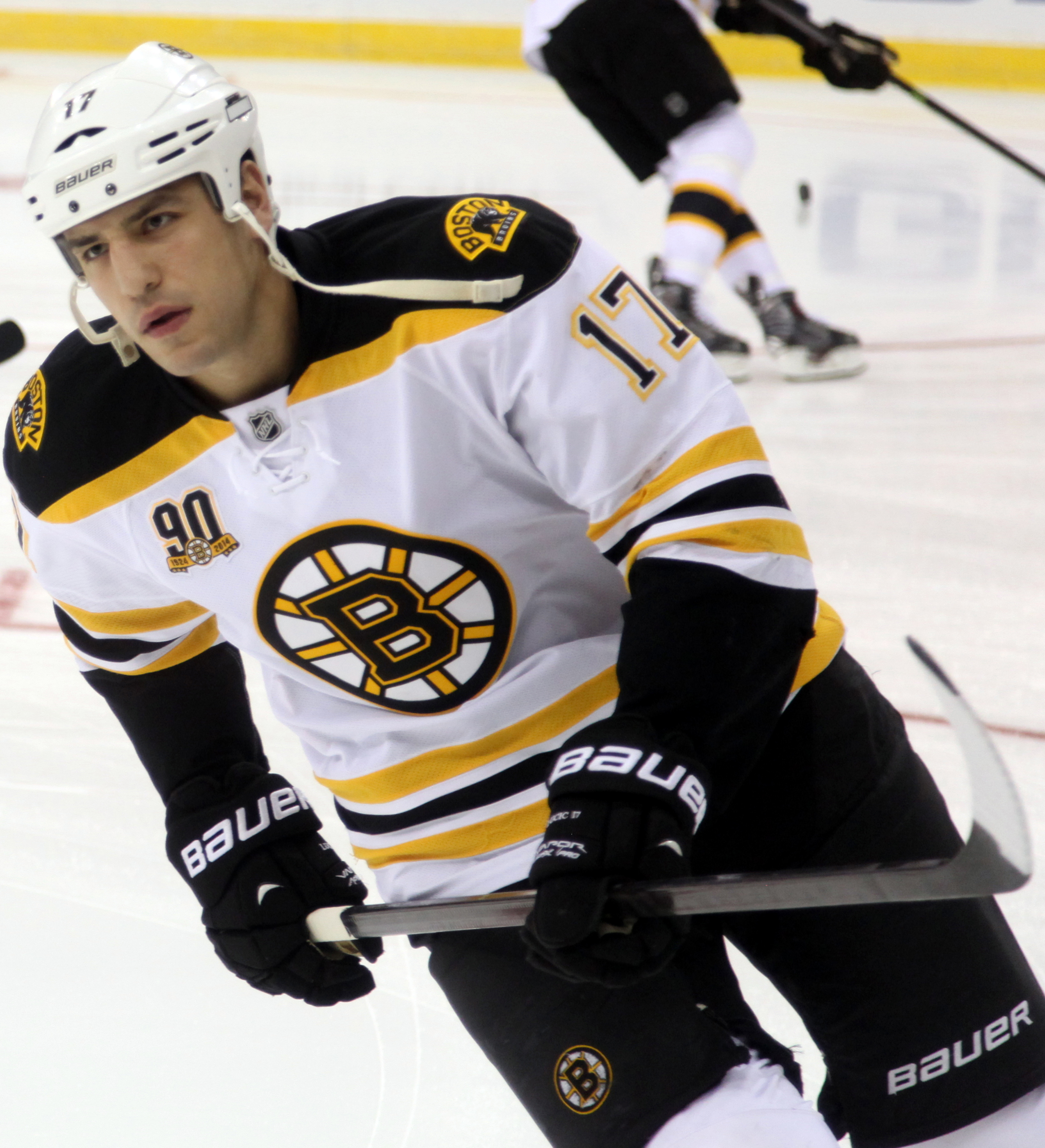
Milan Lucic.

Ett urval av ishockeyspelare som har spelat en del av sina ungdomsår i WCJHL/PIJHL/PJHL.
| Målvakter - Andrew Hammond - Jordan Sigalet | Backar - Karl Alzner - Victor Bartley - Connor Clifton - Brenden Dillon - Tyler Eckford - Matt Hervey - Brad Hunt - Link Gaetz - Jason Garrison - Dean Malkoc - John Negrin - Brent Seabrook - David Wilkie | Forwards - Troy Brouwer - Steve Clippingdale - John Craighead - Colin Fraser - Colton Gillies - Derek Grant - Zach Hamill - Danton Heinen - Ryan Hollweg - Tony Horacek - David Jones - Bracken Kearns - Andrew Ladd - Sasha Lakovic - Milan Lucic - Ben Maxwell - Kenndal McArdle - Stephen Peat - Mike Santorelli - Raymond Sawada - Brandon Segal - Rob Skrlac - Trevor Smith - Jeff Tambellini - Nick Tarnasky - Kyle Turris - David Van der Gulik - Brandon Yip |